# 張鋒 (雕塑家)
張鋒  （1960年—2020年3月29日），本名張根德，台灣雕塑家，手持雕塑與殺魚刀的藝術家。出生於台中龍井，1974開始開始在中部廟宇學習傳統木雕技法。1979至1989年間師事朱銘擔任助手，1990以後開始了自己獨立的創作生涯。
張鋒早期風格偏向鄉土寫實，一次創作中的偶然，讓他開啟了大刀闊斧的創作手法，扭曲、變形、重組形體，將力與美呈現於他的創作之中。創作過程中會刻意讓一些切口保留著粗糙的質感，因為這些狂野的元素，會讓他的雕刻更具張力。以「人‧形‧體」系列為例，俐落的幾何造型構成人體的神韻，線條上充滿流暢又精準的刀斧感，分離的肢體擴張了整體氣勢，展現出強勁的生命力。
2006年，張鋒作品在日本東京新生活美學展展出，首度躍上國際 ，至今持續在日本、巴黎Maison et Objet 等地展出。作品獲香港半島酒店、Grand Hyatt Berlin、Wynn Las Vegas ，以及英國、美國、加拿大、義大利、沙烏地阿拉伯 、新加坡等地及機構典藏。
2020年，3月29日因心臟問題逝世。彰化縣立陽明國中附設夜校第一屆可查到他的學歷和生日

## 簡歷
- 1960 出生於台灣台中縣
- 1974 學習廟宇工藝雕塑
- 1979~1989 師事朱銘，擔任朱銘工作室助手
- 1993 雋永藝術中心聯展、花蓮文化中心外雙溪石雕聯展、臺中首都藝術中心「外雙溪三人聯展」
- 1994 首次個展於敦煌藝術中心、臺北真善美藝術中心「外雙溪三人聯展」
- 1995 台中市立文化中心個展、高雄歡喜藝術中心個展、臺中中友首都藝術中心個展、高雄漢神藝術中心「外雙溪三人聯展」
- 1996 桃園縣立文化中心個展、花蓮文化中心個展、臺南佛光緣美術館個展
- 1997  嘉義縣立文化中心個展、新竹縣立文化中心個展
- 1998  臺中首都藝術中心個展、台北佛光緣美術館個展、新莊文化中心個展、基隆縣文化中心個展
- 1999  臺中中友百貨個展、桃園來來百貨藝文中心個展
- 2000  新竹市文化中心個展、高雄漢神百貨個展
- 2001  台中筌美術個展、彰化文化中心個展
- 2002  屏東佛光緣美術館個展
- 2003  台中市新光三越百貨個展
- 2004  歷史博物館聯展、三義木雕美術館邀請展
- 2008  台北筌美術「人‧形‧體——張鋒雕塑展」、台中新光三越筌美術「外雙溪三人聯展」
- 2009  三義木雕博物館邀請展
- 2011   三義木雕博物館聯展、台北筌美術「人‧形‧體2011——張鋒雕塑展」、臺北世界設計大展參展
- 2014 台北筌美術張鋒雕塑個展
- 2016 台北新光三越信義新天地A9「交響」雕塑個展、新竹總太建設「凝形聚神」雕塑個展[3]

、台北遠企筌美術「凝形聚神」雕塑個展

## 國際展會
- 2006 日本東京「 Interior Lifestyle」新美學生活展
- 2007 日本東京「 Interior Lifestyle」新美學生活展、法國巴黎「 MAISON & OBJET 巴黎家飾展」參展
- 2008 日本東京「 Interior Lifestyle」新美學生活展、法國巴黎「 MAISON & OBJET 巴黎家飾展」參展
- 2009 法國巴黎「 MAISON & OBJET 巴黎家飾展」參展
- 2010 法國巴黎「 MAISON & OBJET 巴黎家飾展」參展
- 2011 法國巴黎「MAISON & OBJET 巴黎家飾展」參展、Ambeinte2011「德國法蘭克福消費用品展」Loft 館參展、「 HKTDC 香港家庭用品展」精粹廊參展、「2011 臺北世界設計大展」參展
- 2012 法國巴黎 「 MAISON & OBJET 巴黎家飾展」參展、「 HKTDC 香港家庭用品展」精粹廊參展、中國上海「 Interior Lifestyle 時尚家居展」參展、「臺灣國際文化創意產業博覽會」參展北京臺灣名品博覽會、「臺創—文創金點館」
- 2013 Ambeinte2011「德國法蘭克福消費用品展」Loft 館參展、中國蘇州文化創意設計產業交易博覽會參展、中國上海「 Interior Lifestyle 時尚家居展」參展、法國巴黎「 MAISON & OBJET 巴黎家飾展」參展、「中國北京文化創意博覽會」參展、「臺灣國際文化創意產業博覽會」參展
- 2014 法國巴黎「 MAISON & OBJET 巴黎家飾展」參展、中國上海「 Interior Lifestyle 時尚家居展」參展
- 2015 法國巴黎「 MAISON & OBJET 巴黎家飾展」參展
- 2016 法國巴黎「 MAISON & OBJET 巴黎家飾展」參展
- 2017 法國巴黎「 MAISON & OBJET 巴黎家飾展」參展

## 獲獎
中國上海年度家居風尚大獎 < 打造幸福 >

## 典藏
- 三義木雕博物館
- 新北市立新莊文化藝術中心
- 花蓮林田山林務局
- 2009 富立建設／臺南（十二生肖）
- 2010 寶典建設—天璽V／台中（心寬天地廣）
- 2011  半島酒店  ／香港 (蓄勢奔耀)
- 2012 佑崧建設—層就／台中（共舞未來II）
- 2012 君悅飯店 ／德國柏林  (獨到之見)
- 2014 崑庭建設—棋琴15重奏／高雄（共舞未來II）
- 2014 博星建設—博星人境／台中（擁抱世界）
- 2015 昌祐建設—品蔚 ／台中（共舞未來）
- 2015 萬客隆建設—金華首席 ／高雄（登高望遠）
- 2016 富宇建設—雲極 ／新竹（共舞未來I）
- 2016 中悦建設—中悦八京 / 桃園 (交響．悦)
- 2016 Gerard Faivre Art Home /法國巴黎 (度外&飛揚的姿態)